# Olixon banksii
Olixon banksii  (лат.) — вид бескрылых ос рода Olixon из семейства Rhopalosomatidae (Apocrita, Vespoidea). Северная Америка: Канада, Мексика, США. Паразитоид прямокрылых насекомых из рода сверчков Nemobius spp. (Gryllidae, Orthoptera). Длина менее 1 см. Брахиптерные виды с укороченными крыловыми остатками. Метасома коричневая. Поперечный киль на 1-м метасомальном тергите формирует угловидный выступ в заднем направлении вдоль срединной линии.  Аролиум задних ног у самок заметно меньше аролиума передней и средней пары ног. Взрослые особи активны с апреля по ноябрь, наибольшее число особей отмечены в июле и августе
.